# Imperiex
Imperiex est un personnage de DC Comics et un ennemi de Superman, créé par Jeph Loeb et Ian Churchill dans Superman #153 en février 2000. C'est le super-vilain du crossover Our Worlds at War (traduit : Nos Mondes en Guerre) sorti en été 2001.

## Histoire
Quand Mongul est arrivé sur terre, il a prononcé pour la première fois le nom Imperiex, une entité composée d'énergie pure dans un corps humanoïde. Mongul demanda à Superman de l'aider à sauver sa planète artificielle Warworld, ils réussirent à le vaincre.
Les machines Imperiex-Probes ont détecté dans l'univers une imperfection lors de sa création. Alors Imperiex a un plan ultime, il veut tout détruire pour reconstruire un nouvel Univers.

## Apparitions dans d'autres médias
- La Ligue des justiciers
- La Légende des super-héros